# Chokejnij Klub Donbas
L'HK Donbas (in ucraino Хокейний Клуб Донбас?, Chokejnij Klub Donbas, in russo ХК Донбасс?) è una squadra di hockey su ghiaccio ucraina di Donec'k che ha giocato nel massimo campionato russo, la KHL; fu la prima rappresentativa ucraina ad entrare nella lega.

## Storia

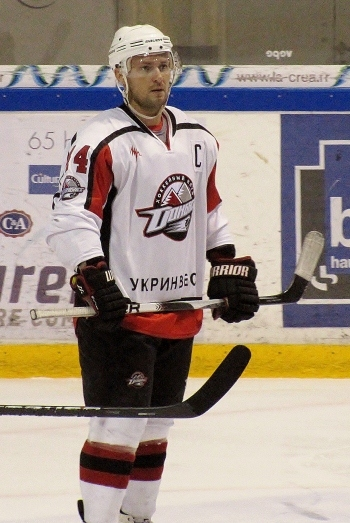
Serhiy Varlamov, capitano del Donbas

Il club venne fondato nel 2005 come Hockey Club Donetsk-Kolbyko. Nel 2010 il team fu acquistato da Borys Kolesnikov, un potente uomo d'affari e politico ucraino e, già l'anno venturo, la squadra vinse il campionato ucraino, appena prima di iscriversi alla VHL. Nella stagione successiva (2011-12) il Donbass si dividerà in due squadre: la principale giocherà appunto in VHL, mentre il Donbass II rimarrà a disputare il massimo campionato ucraino, che vincerà bissando così la vittoria ottenuta l'anno precedente. La squadra principale, dopo aver chuso al terzo posto in VHL, l'anno seguente si iscriverà al campionato di livello superiore, la KHL, che è considerato il secondo campionato al mondo dopo la NHL. Tuttavia, salterà la stagione 2014-15 a causa della crisi politica che aveva interessato il Paese, che causò anche un devastante incendio al palazzetto del ghiaccio di Donec'k.

## Arena
Attualmente il Donbass disputa le proprie partite casalinghe al Druzhba Palace of Sports, dalla capacità di 4.130 posti, ma è in programma la costruzione di un nuovo impianto di gioco da 18.000 posti a sedere.

## Palmarès

### Competizioni nazionali
- Campionato ucraino: 2

2010-2011, 2011-2012 (come HK Donbas II)

### Competizioni internazionali
- IIHF Continental Cup: 1

2012-2013
- Westa-Naftek Cup: 1

2007